# Мисливці за Павуком
«Мисливці за Павуком» (англ. The Spider Slayer) — третій епізод Людини-павука 1994 року.

## Сюжет
Вчений Спенсер Сміт з фінансовою підтримкою Нормана Озборна створює «Чорну вдову» — робота-вбивцю, запрограмованого на розсекречення Людини-павука. Лише так Спенсер зможе отримати крісло-каталку для свого сина інваліда Елістера. Тим часом Вілсон Фіск, відоміший як КінгПін, погрожує вбити сина Озборна, Гаррі. Тим часом Джона Джеймсон влаштовує грандіозний бал. На ньому кривдник Пітера Флеш Томпсон перевдягається у Людину-павука, щоб налякати Пітера Паркера. У цей момент Спенсер пускає в дію «Чорну вдову». Вона думає, що Флеш — Людина-павук і викрадає його. Коли Флеш у костюмі Павука потрапляє в руки Сміта, Едді Брок, редактор і фотограф «Дейлі Багл» веде прямий репортаж і знімає маску з Флеша. Пітер поспішає на допомогу. Він бореться з «Вдовою» і все ж перемагає її, скинувши у кислоту. Батько Елістера залишається всередині лабораторії і гине. Елістер оплакує батька і раптом до нього підходить КінгПін. Він пропонує зробити нових «Чорних вдів» у обмін на крісло-каталку. І Елістер погоджується.

## У ролях
- Крістофер Деніел Барнс — Пітер Паркер/Людина-павук
- Лінда Гері — тітка Мей Паркер
- Роско Лі Браун — Вілсон Фіск/КінгПін
- Едвард Мулхейр — Спенсер Сміт
- Максвелл Колфілд — Елістер Сміт
- Нілл Росс — Норман Озборн
- Гері Імхофф — Гаррі Озборн
- Едвард Еснер — Джона Джеймсон
- Родні Сальсберрі — Джо «Роббі» Робертсон
- Генк Азарія — Едді Брок
- Патрік Лабіорто — Флеш Томпсон
- Дженніфер Гейл — Феліція Гарді